# وقف المال العام
وقف المال العام هو كل مال ثبتت عليه اليد في بلاد المسلمين ولم يتعين مالكه، وهو ملك لجماعة المسلمين، فهو من حقوق بيت المال، وبيت المال يعبر عن الجهة لا عن المكان.

## جواز وقف المال العام
وقف المال العام من قبل الحاكم هو تصرف بالسياسة الشرعية، ويخضع للقاعدة المجمع عليها من أن صحة تصرف الإمام منوطة بالمصلحة العامة،
قال ابن وهبان: "ولو وقف السلطان من بيت مالنا بالمصلحة عمت يجوز ويؤجر.

## أنواع الأموال الموقفة من المال العام
تتعدد الأموال الموقوفة من المال العام بتعدد المنافع، فمن مشاريعها، بناء المستشفيات والعيادات والمراكز الصحية، والمدارس والمعاهد والجامعات، وإنشاء دور للأيتام والأرامل، وحفر الآبار والعيون، وبناء وتجهيز المكتبات، وطباعة الكتب والمصاحف، وإقامة المشاريع الصناعية والأراضي الزراعية.

## الفاضل من وقف المال العام
إذا فضل الوقف من المال العام جاز صرفه في نظير تلك الجهة كالمسجد إذا فضل عن مصالحه صرف في مسجد آخر، لأن الواقف غرضه في الجنس، والجنس واحد، فلو قدر أن المسجد الأول خرب ولم ينتفع به أحد صرف ريعه في مسجد آخر، وإذا فضل عن مصلحته شيء، ولا سبيل إلى صرفه إليه، فصرفه في جنس المقصود أولى.